# Otiorhynchus armadillo
Otiorhynchus armadillo es una especie de gorgojo del género Otiorhynchus, familia Curculionidae. Fue descrita científicamente por Rossi en 1792.
Esta especie se encuentra en Austria, Francia, Alemania, Italia, Gran Bretaña, Rumanía, Eslovenia y Suiza.
Los adultos crecen hasta 7 a 12 milímetros (0,28 a 0,47 pulgadas) de largo. Son de color negro, con surcos longitudinales en la superficie de los élitros.

## Subespecies
- Otiorhynchus armadillo armadillo (Rossi, 1792)
- Otiorhynchus armadillo obsitus Gyllenhal, 1834